# Idioma petats
Petats es una lengua austronesia hablada por unos pocos miles de personas en Papúa Nueva Guinea. Los dialectos son Hitau-Pororan, Matsungan y Sumoun.

## Gramática
La inflexión verbal se logra a través de partículas pronominales posverbales que llevan marcas de tiempo y estado de ánimo.

## Recursos
- Global Recordings Network Petats
- Jerry Allen and Matthew Beaso. 1975. Petats Phonemes and Orthography
- Petats Organised Phonology Data
- Materials on Petats are included in the open access Arthur Capell collections (AC1 and AC2) and the Malcolm Ross collection (MR1) held by Paradisec.